# Felicjan Żuliński
Felicjan Żuliński herbu Ciołek – podczaszy lubaczowski w latach 1767–1774, podstoli lubaczowski w latach 1761–1767, sędzia kapturowy w 1764 roku, marszałek sejmiku przedsejmowego województwa bełskiego w 1760 roku.
W 1764 roku był elektorem Stanisława Augusta Poniatowskiego z województwa bełskiego, poseł bełski na sejm elekcyjny.